# Cathédrale de l'Archange-Saint-Michel de Moscou
Cette  cathédrale ne doit pas être confondue avec une autre cathédrale de Moscou.
La cathédrale de l’Archange-Saint-Michel (en russe : Архангельский собор / Arxangel'skij sobor), édifiée entre 1505 et 1508, est située dans l’enceinte du Kremlin, à Moscou. Elle fut construite sous la direction de l’architecte Alosius le Jeune sur la place des cathédrales. Elle occupe l’emplacement de plusieurs sanctuaires successifs, en bois et en pierre, tous voués au protecteur de la dynastie, l’archange Saint-Michel, et voué aussi au même usage depuis que Ivan Ier Kalita y a été inhumé en 1340. 
Les victoires de l’armée russe étaient célébrées dans l’enceinte de la cathédrale de l’Archange-Saint-Michel.

## Description de l'édifice

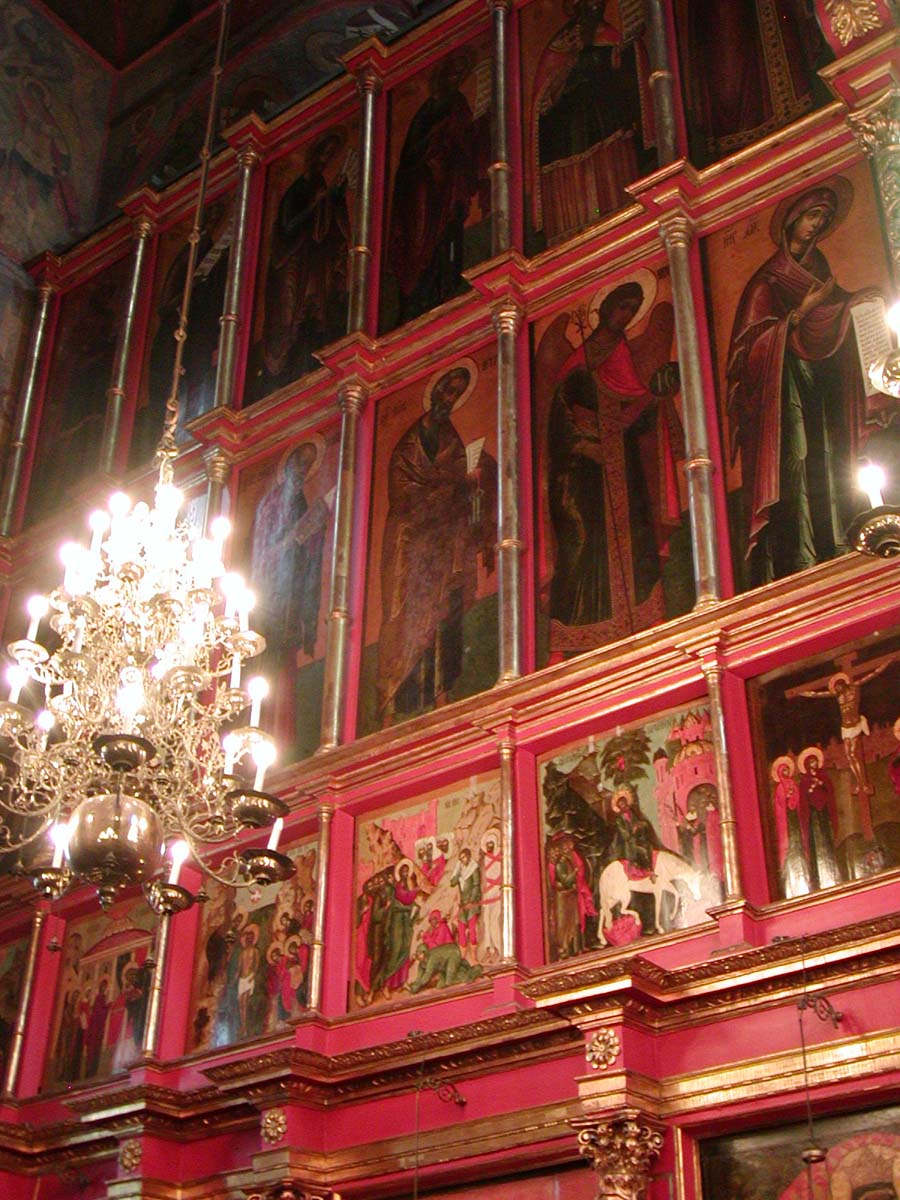
L'iconostase

L'aspect renaissance vénitienne marque beaucoup l'extérieur de la cathédrale. Les pierres des murs sont blanches, mais étaient peintes en rouge, selon un document ancien. On peut admirer entre autres des pilastres à chapiteaux, un fronton circulaire au-dessus du portail central et une corniche horizontale qui donne l'illusion que l'édifice a deux étages. Des bulbes dorés datant du XVIIIe siècle viennent coiffer la cathédrale en remplacement d'une coupole centrale très endommagée. Ces bulbes viennent nous rappeler que l'on est en Russie.
L'intérieur est recouvert de fresques datant des XVIe et XVIIe siècles, dont certaines furent peintes par Goury Nikitine, Simon Ouchakov, Yakov de Kazan, Stepan de Ryazan, Joseph Vladimirov. Le style des murs en pierre s'inspire beaucoup de la renaissance. On trouve aussi une iconostase en bois de 13 mètres de haut qui présente des icônes du XVIIe, du XVIIIe et du XIXe siècle, ainsi qu'un chandelier datant du XVIIe.

## Nécropole des grands-princes de Moscou et des premiers tsars

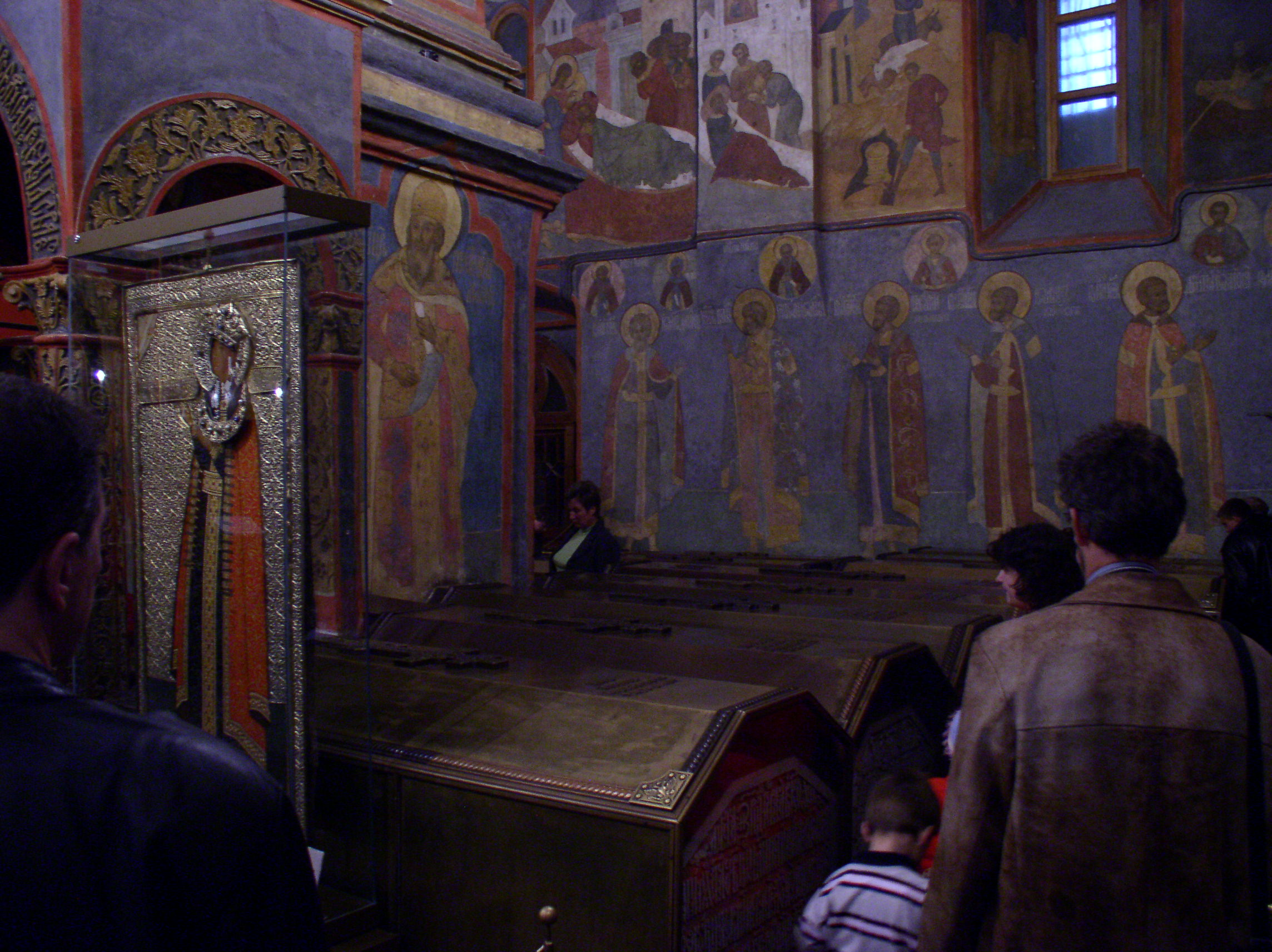
Vue des tombeaux de la nécropole

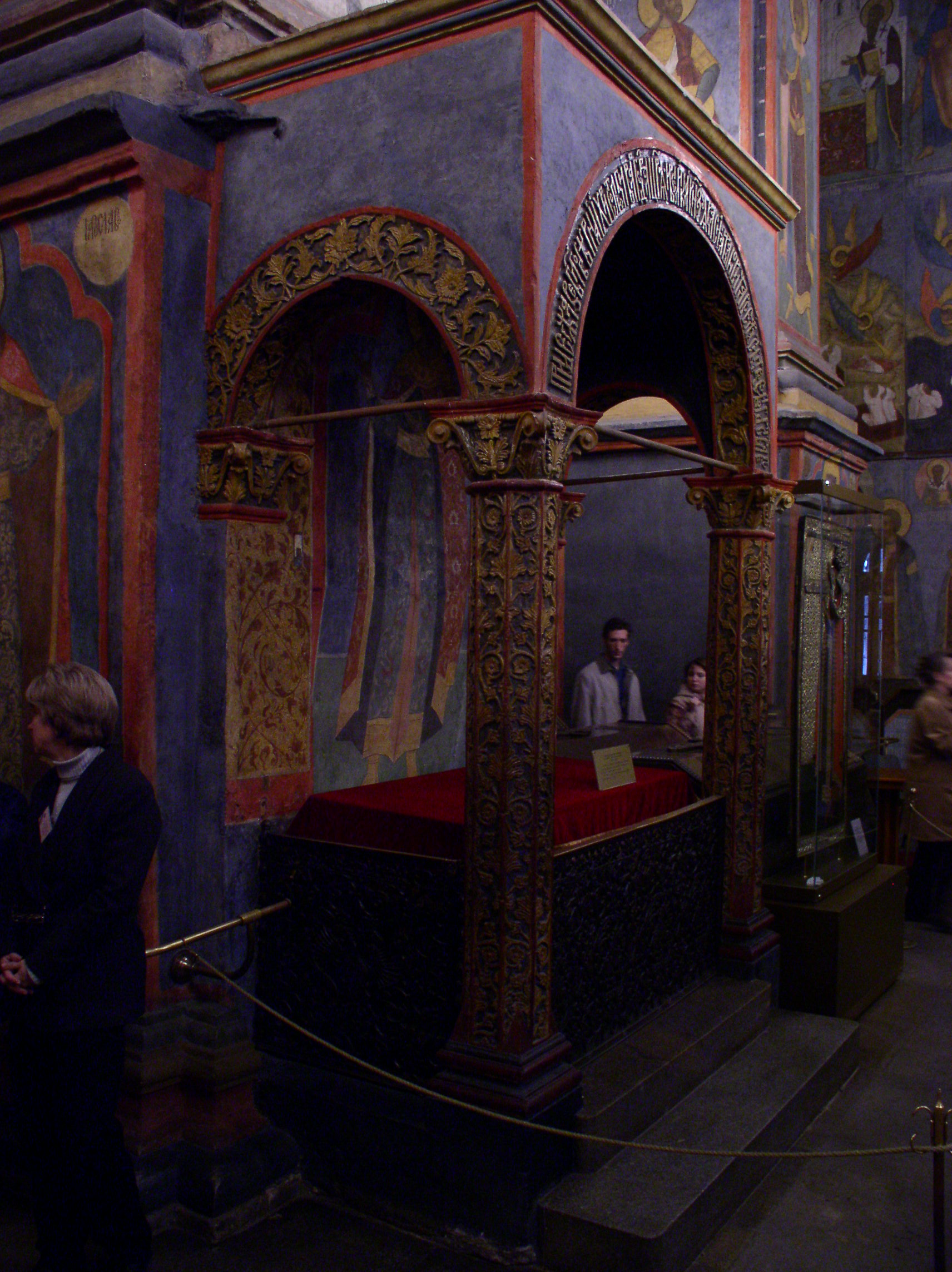
Tombeau de Dimitri Ivanovitch de Russie

La nécropole est constituée d'une cinquantaine de tombeaux, réservés à l'origine aux hommes, les femmes étant enterrées au monastère de la Résurrection. Pendant la période soviétique, au XXe siècle, les tombeaux des femmes furent transférés dans les soubassements de la cathédrale. Il y a en tout 46 tombes dans la cathédrale, chacune étant recouverte d'une protection en bronze lustré et certaines pouvant contenir les corps de plusieurs personnes.  
1. Michel Ier de Kiev, grand-duc de Kiev, prince de Tchernigov (1185 - 20 septembre 1246), inhumé en 1578 (fils de Vsevolod IV de Kiev)
2. Ivan Ier de Russie, prince de Moscou et grand-prince de Vladimir (1288 - 31 mars 1340) (fils de Daniel Ier Moskovski)
3. André Ivanovitch, prince de Serpoukhov et Borovsk (4 juillet 1327 - 6 juin 1353) (fils d'Ivan Ier de Russie)
4. Vladimir Andreïevitch le courageux, prince de Serpoukhov et Borovsk (15 juillet 1353 - 12 août 1410) (fils d'Andrei Ivanovitch)
5. André Vladimiïevitch, prince de Serpoukhov (1380 - 1426) (fils de Vladimir Andreïevitch)
6. Ivan Vladimiïevitch, prince de Serpoukhov (1381 - 1422) (fils de Vladimir Andreïevitch)
7. Yaroslav Vladimiïevitch, prince de Maloïaroslavets (18 janvier 1388/1389 - 16 août 1426) (fils de Vladimir Andreïevitch)
8. Vassili Yaroslïevitch, prince de Maloïaroslavets (inconnu - 1483) (fils de Yaroslav Vladimiïevitch)
9. Siméon Ier de Russie, grand-prince de Moscou et de Vladimir (7 novembre 1316 – 27 avril 1353) (fils d'Ivan Ier de Russie)
10. Ivan II de Russie, grand-prince de Moscou et de Vladimir (30 mars 1326 - 13 novembre 1359) (fils d'Ivan Ier de Russie)
11. Dimitri Ier Donskoï, grand-prince de Moscou et de Vladimir (12 octobre 1350 - 19 mai 1389) (fils d'Ivan II de Russie)
12. Iouri Dmitriyevitch, grand-prince de Moscou, prince de Zvenigorod et de Galitch (26 novembre 1374 - 5 juin 1434) (fils de Dimitri Ier Donskoï)
13. Vassili Iourévitch le Louche, grand-prince de Moscou usurpateur, prince de Zvenigorod et de Galitch (inconnue - 1448) (fils d'Iouri Dmitriyevitch)
14. Dimitri Iourévitch, prince d'Ouglitch et de Bejetsk (1421 - 22 septembre 1440) (fils d'Iouri Dmitriyevitch)
15. André Dmitriyevitch, prince de Mojaïsk (14 août 1382 - 9 juillet 1432) (fils de Dimitri Ier Donskoï)
16. Pierre Dmitriyevitch, prince de Dmitrov et d'Ouglitch (29 juillet 1385 - 10 août 1428) (fils de Dimitri Ier Donskoï)
17. Vassili Ier de Russie, grand-prince de Moscou et de Vladimir (30 décembre 1371 – 27 février 1425) (fils de Dimitri Ier Donskoï)
18. Ivan Vassilievitch, prince de Moscou (15 janvier 1396 - 20 juillet 1417) (fils de Vassili Ier de Russie)
19. Vassili II de Russie, grand-prince de Moscou (10 mars 1415 – 27 mars 1462) (fils de Vassili Ier de Russie)
20. Iouri Vassilievitch, prince de Dmitrov (22 novembre 1441 - 12 septembre 1473) (fils de Vassili II de Russie)
21. André Vassilievitch Bolshoy, prince d'Ouglitch (14 août 1446 - 7 novembre 1493) (fils de Vassili II de Russie)
22. Boris Vassilievitch, prince de Volokolamsk (26 juillet 1449 - 1494) (fils de Vassili II de Russie)
23. André Vassilievitch le jeune, prince de Vologda (8 août 1452 - 10 juillet 1481) (fils de Vassili II de Russie)
24. Ivan III de Russie, grand-prince de Moscou (22 janvier 1440 - 27 octobre 1505) (fils de Vassili II de Russie)
25. Ivan Ivanovitch le jeune, grand-prince de Tver (15 février 1458 - 6 mars 1490) (fils d'Ivan III de Russie)
26. Dmitri Ivanovitch, prince de Russie (10 octobre 1483 - 14 février 1509) (fils d'Ivan Ivanovitch le jeune)
27. Iouri Ivanovitch, prince de Dmitrov (23 mars 1480 - 1536) (fils d'Ivan III de Russie)
28. Dmitri Ivanovitch, prince d'Ouglitch (6 octobre 1481 - 14 février 1521) (fils d'Ivan III de Russie)
29. Siméon Ivanovitch, prince de Kalouga (21 mars 1487 - 26 juin 1518) (fils d'Ivan III de Russie)
30. André Ivanovitch, prince de Staritsa (5 août 1490 - 11 décembre 1537) (fils d'Ivan III de Russie)
31. Vladimir Andreïevitch, prince de Staritsa et de Dmitrov (1533 - 9 octobre 1569) (fils d'André Ivanovitch)
32. Vassili Vladimiïevitch, prince de Staritsa (1552 - 1573) (fils de Vladimir Andreïevitch)
33. Vassili III de Russie, grand-prince de Moscou (25 mars 1479 - 3 décembre 1533) (fils d'Ivan III)
34. Iouri Vassilievitch, prince d'Ouglitch  et de Kalouga (30 octobre 1532 – 24 juin 1563) (fils de Vassili III de Russie)
35. Ivan IV de Russie, grand-prince de Moscou puis tsar de Russie (25 août 1530 - 18 mars 1584) (fils de Vassili III de Russie)
36. Dimitri Ivanovitch, tsarévitch de Russie (11 octobre 1552 - 6 juin 1553) (fils d'Ivan IV de Russie)
37. Ivan Ivanovitch, tsarévitch de Russie (28 mars 1554 - 19 novembre 1581) (fils d'Ivan IV de Russie)
38. Dimitri Ivanovitch, tsarévitch de Russie, prince d'Ouglitch (19 octobre 1582 - 15 mai 1591) (fils d'Ivan IV de Russie)
39. Fédor Ier de Russie, tsar de Russie (31 mai 1557 - 7 janvier 1598) (fils d'Ivan IV de Russie)
40. Michel Vassiliévitch Skopa-Chouiski, prince de Russie, militaire (1587 - 3 mai 1610) (fils de Vassili Piétrovitch Skopa-Chouiski)
41. Vassili IV Chouiski, tsar de Russie (22 septembre 1552 - 12 septembre 1612), inhumé en 1635 (fils d'Ivan Andreïevitch Chouiski)
42. Michel Ier de Russie, tsar de Russie (21 juin 1596 - 23 juillet 1645) (fils de Fédor Romanov et de Maria Ivanovna Saltykov)
43. Ivan Mikhaïlovitch de Russie, prince de Russie (12 juin 1633 - 20 janvier 1639) (fils de Michel Ier de Russie et d'Eudoxie Strechnieva)
44. Vassili Mikhaïlovitch de Russie, prince de Russie (25 mars 1639 - 25 mars 1639) (fils de Michel Ier de Russie et d'Eudoxie Strechnieva)
45. Alexis Ier de Russie, tsar de Russie (19 mars 1629 - 8 février 1676) (fils de Michel Ier de Russie et d'Eudoxie Strechnieva)
46. Dmitri Alexeïevitch de Russie, tsarévitch de Russie (22 août 1648 - 6 octobre 1649) (fils d'Alexis Ier de Russie et de Maria Miloslavskaïa)
47. Alexis Alexeïevitch de Russie, tsarévitch de Russie (15 février 1654 - 17 janvier 1670) (fils d'Alexis Ier de Russie et de Maria Miloslavskaïa)
48. Simeon Alexeïevitch de Russie, prince de Russie (3 avril 1665 - 18 juin 1669) (fils d'Alexis Ier de Russie et de Maria Miloslavskaïa)
49. Fédor III de Russie, tsar de Russie (9 juin 1661 - 7 mai 1682) (fils d'Alexis Ier de Russie et de Maria Miloslavskaïa)
50. Ilya Fiodorovitch de Russie, prince de Russie (21 juillet 1681 - 31 juillet 1681) (fils de Fédor III de Russie et d'Agaphia Grouchetskaïa)
51. Ivan V de Russie, tsar de Russie (6 septembre 1666 - 8 février 1696) (fils d'Alexis Ier de Russie et de Maria Miloslavskaïa)
52. Pierre II de Russie, empereur de Russie (23 octobre 1715 - 30 janvier 1730) (fils d'Alexis Petrovitch de Russie et de Charlotte Christine de Brunswick-Wolfenbüttel, petit-fils de Pierre Ier de Russie et d'Eudoxie Lopoukhine)